# Hoa khôi Áo dài Việt Nam 2016
Hoa khôi Áo dài Việt Nam 2016 là cuộc thi Hoa khôi Áo dài Việt Nam - Đường tới vương miện Hoa hậu Thế giới lần thứ 2, diễn ra vào ngày 7 tháng 6 năm 2016 tại BHD Studio, Quận Thủ Đức, Thành phố Hồ Chí Minh. Người chiến thắng của cuộc thi là thí sinh Trương Thị Diệu Ngọc, đến từ thành phố Đà Nẵng. Cô được trao vương miện bởi Hoa khôi Áo dài Việt Nam 2014 Trần Ngọc Lan Khuê, đến từ Thành phố Hồ Chí Minh. Người chiến thắng sẽ dự thi Hoa hậu Thế giới 2016, Á khôi 1 dự thi Hoa hậu Hòa bình Quốc tế 2016 và Á khôi 2 tham gia Hoa hậu Quốc tế 2016.

## Kết quả

### Danh hiệu
| Kết quả                                                           | Thí sinh | Vị trí Quốc tế                                                                                             |
| Hoa khôi Áo dài Việt Nam 2016 (Miss World Vietnam 2016)           | - Trương Thị Diệu Ngọc – Đà Nẵng | - Tham dự – Hoa hậu Thế giới 2016                                                                          |
| Á khôi 1 (Miss Global Vietnam 2015) (The Miss Globe Vietnam 2018) | - Huỳnh Thị Yến Nhi – Thành phố Hồ Chí Minh | - Top 20 – Hoa hậu Toàn cầu 2015 - Á hậu 1 – Hoa hậu Hữu nghị Châu Á 2017 - Top 15 – Hoa hậu Hoàn cầu 2018 |
| Á khôi 2 (Miss International Vietnam 2016)                        | - Phạm Ngọc Phương Linh – Thành phố Hồ Chí Minh | - Tham dự – Hoa hậu Quốc tế 2016                                                                           |
| Top 5                                                             | - Chế Nguyễn Quỳnh Châu – Đà Lạt | |
| Top 5                                                             | - Phạm Thị Anh Thư – Hà Nội | - Chiến thắng – Hoa hậu Phụ nữ Sắc đẹp 2017                                                                |
| Top 10                                                            | - Nguyễn Thị Quỳnh Nga – Hà Nội | - Á hậu 2 – Hoa hậu Sắc đẹp Quốc tế 2024                                                                   |
| Top 10                                                            | - Phan Thị Thu Phương – Đồng Nai | |
| Top 10                                                            | - Nguyễn Phương Thanh Vy – Thành phố Hồ Chí Minh | - Top 6 – Asia's Next Top Model 2018                                                                       |
| Top 10                                                            | - Đỗ Trịnh Quỳnh Như – Thành phố Hồ Chí Minh | - Tham dự – Miss Model of the World 2017                                                                   |
| Top 10                                                            | - Nguyễn Thị Thanh Khoa – Thành phố Hồ Chí Minh (rút lui) | - Chiến thắng – Hoa hậu Sinh viên Thế giới 2019                                                            |
| Top 13                                                            | - Ngô Thị Việt An – Bình Thuận - Ngô Thụy Thanh Vy – Thành phố Hồ Chí Minh - Phạm Võ Tú Quyên – Tiền Giang                                                           | |
| Top 18                                                            | - Lê Thanh Thư – Bình Dương - Đào Thị Ngọc Huyền – Sóc Trăng - Phạm Thị Thu Quyên – Buôn Ma Thuột - Nguyễn Thị Thùy Vân – Tiền Giang - Đặng Lâm Giang Anh – Đồng Nai | |

### Các giải thưởng phụ
| Giải phụ                     | Thí sinh                        |
| ---------------------------- | ------------------------------- |
| Thí sinh được yêu thích nhất | - Nguyễn Thị Quỳnh Nga – Hà Nội |

## Top 18 thí sinh tham gia
| STT | Họ và tên              | Chiều cao | Quê quán              | Thành tích                          |
| --- | ---------------------- | --------- | --------------------- | ----------------------------------- |
| 1   | Ngô Thị Việt An        | 1m68      | Bình Thuận            | Top 13                              |
| 2   | Đặng Lâm Giang Anh     | 1m68      | Đồng Nai              |                                     |
| 3   | Chế Nguyễn Quỳnh Châu  | 1m72      | Lâm Đồng              | Top 5                               |
| 4   | Đào Thị Ngọc Huyền     | 1m70      | Sóc Trăng             |                                     |
| 5   | Nguyễn Thị Thanh Khoa  | 1m76      | Thành phố Hồ Chí Minh | Top 10 (Rút lui)                    |
| 6   | Phạm Ngọc Phương Linh  | 1m73      | Thành phố Hồ Chí Minh | Á khôi 2                            |
| 7   | Nguyễn Thị Quỳnh Nga   | 1m65      | Hà Nội                | Top 10 Thí sinh được yêu thích nhất |
| 8   | Trương Thị Diệu Ngọc   | 1m80      | Đà Nẵng               | Hoa khôi Áo dài Việt Nam 2016       |
| 9   | Huỳnh Thị Yến Nhi      | 1m75      | Thành phố Hồ Chí Minh | Á khôi 1                            |
| 10  | Đỗ Trịnh Quỳnh Như     | 1m75      | Thành phố Hồ Chí Minh | Top 10                              |
| 11  | Phan Thị Thu Phương    | 1m75      | Đồng Nai              | Top 10                              |
| 12  | Phạm Thị Thu Quyên     | 1m65      | Buôn Ma Thuột         |                                     |
| 13  | Phạm Võ Tú Quyên       | 1m76      | Tiền Giang            | Top 13                              |
| 14  | Lê Thanh Thư           | 1m68      | Bình Dương            |                                     |
| 15  | Phạm Thị Anh Thư       | 1m75      | Hà Nội                | Top 5                               |
| 16  | Nguyễn Thị Thùy Vân    | 1m70      | Tiền Giang            |                                     |
| 17  | Ngô Thụy Thanh Vy      | 1m65      | Thành phố Hồ Chí Minh | Top 13                              |
| 18  | Nguyễn Phương Thanh Vy | 1m65      | Thành phố Hồ Chí Minh | Top 10                              |

## Sự cố
- Theo thể lệ ban đầu, Á khôi 1 Huỳnh Thị Yến Nhi sẽ đại diện Việt Nam tranh tài tại Hoa hậu Hòa bình Quốc tế 2016. Tuy nhiên, cô đã không thể đến Hoa Kỳ tham gia cuộc thi theo kế hoạch vì không được cấp visa. Do đó, Á hậu 2 Hoa hậu Các dân tộc Việt Nam 2013 Nguyễn Thị Loan đã thay thế cô.

## Thông tin thí sinh
- Trương Thị Diệu Ngọc: Top 5 Ngôi sao Người mẫu Tương lai 2012, Top 12 Hoa khôi Áo dài Việt Nam 2014, Top 10 Hoa hậu Hoàn vũ Việt Nam 2015, Đại diện Việt Nam tham dự Hoa hậu Thế giới 2016 và lọt Top 37 Hoa hậu Nhân ái, tham gia The New Mentor 2023 và dừng chân sau vòng chọn đội.
- Huỳnh Thị Yến Nhi: Top 10 Elite Model Look Vietnam 2014, Top 20 Hoa hậu Toàn cầu 2015, Trở thành đại diện Việt Nam tại Hoa hậu Hòa bình Quốc tế 2016 nhưng vì sự cố Visa nên đã nhường quyền cho Á hậu Nguyễn Thị Loan, Á hậu 1 Hoa hậu Hữu nghị Châu Á 2017 cùng giải phụ Miss Tourism, Top 15 Hoa hậu Siêu quốc gia Việt Nam 2018 cùng giải phụ Người đẹp Áo dài, Top 15 Hoa hậu Hoàn cầu 2018.
- Phạm Ngọc Phương Linh: Đại diện Việt Nam tại Hoa hậu Quốc tế 2016 và đoạt giải phụ Đại sứ Du lịch Nhật Bản, hiện đang là người dẫn chương trình Chuyện trưa 12 giờ của Đài Truyền hình Thành phố Hồ Chí Minh. Có chị gái là Phạm Thùy Linh tham gia Hoa hậu Thế giới người Việt 2010, đoạt giải thưởng phụ "Người đẹp Áo dài" nhưng bị thu hồi và loại khỏi cuộc thi do đã phẫu thuật chỉnh sửa mũi và đoạt giải Bạc Siêu mẫu Việt Nam 2010, đại diện Việt Nam tham gia Hoa hậu Du lịch Quốc tế 2016 nhưng không có thành tích gì; em gái út Phạm Ngọc Khánh Linh tham gia Hoa hậu Việt Nam 2018 và dừng chân sau vòng chung khảo phía Bắc.
- Chế Nguyễn Quỳnh Châu:  Quán quân Vietnam Fashion Icon 2014, Giải Ấn tượng tại cuộc thi F-Idol 2013, Người mẫu chiến thắng Project Runway Vietnam 2014, Top 9 Vietnam's Next Top Model 2014, Top 15 Hoa hậu Hoàn vũ Việt Nam 2015, đăng ký tham gia Hoa hậu Hoàn vũ Việt Nam 2017 nhưng rút lui trước khi vòng sơ khảo bắt đầu vì lý do cá nhân, Á hậu 1 Hoa hậu Hòa bình Việt Nam 2022 cùng giải phụ (Á quân 1 Best Profile Picture).
- Phạm Thị Anh Thư: Quán quân New Face 2017, Hoa hậu Phụ nữ Sắc đẹp 2017, Top 15 Hoa hậu Thế giới Việt Nam 2019 cùng các giải phụ (Top 13 Người đẹp Tài năng, Top 5 Người đẹp Biển), Top 10 Hoa hậu Hoàn vũ Việt Nam 2019, Top 3 Supermodel International Vietnam 2022, Top 6 Miss Universe Vietnam 2023 cùng giải phụ (Top 5 Beach Beauty).
- Nguyễn Thị Quỳnh Nga: Top 5 Duyên dáng Ngoại thương 2015 cùng các giải phụ (Hoa khôi Tài năng, Hoa khôi Áo dài), Á khôi 1 Hoa khôi Sinh viên Việt Nam 2017 và các giải phụ (Nữ sinh Tài năng và Nữ sinh hùng biện tiếng Anh tốt nhất), Top 10 Hoa hậu Thế giới Việt Nam 2019 cùng các giải phụ (Người đẹp Truyền thông, Top 13 Người đẹp Tài năng), đại diện Việt Nam dự thi Hoa hậu Sắc đẹp Quốc tế 2023 nhưng rút lui vì lý do cá nhân, Giám đốc quốc gia của Hoa hậu Hoàn vũ Việt Nam, Á hậu 2 Hoa hậu Sắc đẹp Quốc tế 2024 cùng giải phụ (Phỏng vấn tốt nhất, Trang phục truyền thống đẹp nhất, Người đẹp được yêu thích nhất).
- Phan Thị Thu Phương: Top 7 Hoa hậu Đại dương Việt Nam 2014.
- Nguyễn Thị Thanh Khoa: Top 10 Elite Model Look Vietnam 2014, Top 5 Asian Top Fashion Model of the Year trong khuôn khổ Fashion Asian Award 2014, Top 15 Hoa hậu Thế giới Việt Nam 2019 cùng các giải phụ (Top 5 Người đẹp Biển, Top 13 Người đẹp Tài năng), đăng quang Hoa khôi HUTECH 2019, đăng quang Hoa hậu Sinh viên Thế giới 2019, Top 10 Hoa hậu Hoàn vũ Việt Nam 2022 cùng giải thưởng phụ Best Interview.
- Nguyễn Phương Thanh Vy: Top 6 Asia's Next Top Model 2018.
- Đỗ Trịnh Quỳnh Như: Top 6 Hoa khôi Du lịch Việt Nam 2017 cùng giải phụ Người đẹp Thời trang, Quán quân Vietnam Fitness Model 2017, Đại diện Việt Nam dự thi Miss Model of the World 2017 nhưng không đạt thành tích gì, Top 15 Hoa hậu Siêu quốc gia Việt Nam 2018 cùng giải phụ Người đẹp Thể thao, Top 41 Hoa hậu Hoàn vũ Việt Nam 2022, Top 15 Hoa hậu Hòa bình Việt Nam 2022 cùng giải phụ Best in Evening Gown.
- Ngô Thị Việt An: Top 39 Hoa hậu Bản sắc Việt Toàn cầu 2016.
- Đặng Lâm Giang Anh: Top 30 Hoa hậu Đại Dương Việt Nam 2017, Top 59 Hoa hậu Hoàn vũ Việt Nam 2023.

## Dự thi quốc tế
| Cuộc thi                     | Tên                    | Danh hiệu        | Thứ hạng              | Giải thưởng đặc biệt                                      |  |
| ---------------------------- | ---------------------- | ---------------- | --------------------- | --------------------------------------------------------- |  |
| Miss World 2016              | Trương Thị Diệu Ngọc   | Hoa khôi         | Không đạt giải        | Top 37 Beauty with a Purpose                              |  |
| Miss Global 2015             | Huỳnh Thị Yến Nhi      | Á khôi 1         | Top 20                | Không                                                     |  |
| Miss ASEAN Friendship 2017   | Huỳnh Thị Yến Nhi      | Á khôi 1         | 1st Runner-up         | Miss Tourism                                              |  |
| The Miss Globe 2018          | Huỳnh Thị Yến Nhi      | Á khôi 1         | Top 15                | Không                                                     |  |
| Miss International 2016      | Phạm Ngọc Phương Linh  | Á khôi 2         | Không đạt giải        | Miss Visit Japan Tourism Ambassador                       |  |
| Miss Beauty Women 2017       | Phạm Thị Anh Thư       | Top 5            | Miss Beauty Women     | Không                                                     |  |
| Miss Model of the World 2017 | Đỗ Trịnh Quỳnh Như     | Top 10           | Không đạt giải        | Không                                                     |  |
| Asia's Next Top Model 2018   | Nguyễn Phương Thanh Vy | Top 10           | Top 6                 | Không                                                     |  |
| World Miss University 2019   | Nguyễn Thị Thanh Khoa  | Top 10 (Rút lui) | World Miss University | Không                                                     |  |
| Miss Charm 2024              | Nguyễn Thị Quỳnh Nga   | Top 10           | 2nd Runner-up         | Best Interview Best in National Costume Miss Popular Vote |  |